# Aeroportul Andrés Sabella
Aeroportul Andrés Sabella (IATA: ANF, ICAO: SCFA) este un aeroport din Antofagasta, Antofagasta⁠(d), Provincia Antofagasta, Regiunea Antofagasta, Chile ce deservește zona Antofagasta. Aeroportul a fost tranzitat în 2022 de 1.012.942 de pasageri. A fost numit după Andrés Simon Expedito Florentino Sabella Galvez⁠(d).
Situat la o altitudine de 138 m, aeroportul dispune de o singură pistă.